# Henry Boardman Conover
Henry Boardman Conover (Chicago, 18 gennaio 1892 – 5 maggio 1950) fu un soldato ed un ornitologo amatoriale statunitense.
Conover studiò alla Sheffield Scientific School di Yale. Fin dai primi anni della sua vita si interessò di storia naturale e collezionò esemplari di uccelli. Nel 1920 raggiunse il Venezuela con Wilfred Hudson Osgood per un viaggio di raccolta per conto del Field Museum of Natural History di Chicago. Ritornò in Sudamerica nel 1922, visitando il Cile e l'Argentina. Nel 1926, Conover viaggiò in Africa orientale.
Conover donò la sua collezione di esemplari, soprattutto uccelli da selvaggina, al Field Museum. Dette un gran numero di contributi nella stesura del Catalogo degli Uccelli delle Americhe di Carl Edward Hellmayr.